# 赵大元
赵大元（韓語：조대원，1988年4月26日—），朝鲜围棋棋手，业余七段。他是朝鲜水平最高的棋手之一，被朝鲜授予功勋运动员（공훈체육인）称号。
赵大元曾于2005年、2006年在世界业余围棋锦标赛上先后夺得亚军与季军。2008年，他在第一届世界智力运动会围棋比赛个人公开赛（仅业余棋手参加）中战胜韩国棋手咸泳雨夺得冠军，也是朝鲜第一次获得围棋赛事的世界冠军。2010年，又获世界业余围棋锦标赛季军。2013年，在商旅杯杭州国际城市赛中夺魁。